# Domenico Mattia
Domenico Mattia (Bitonto, 10 agosto 1958 – Milano, 16 aprile 2008) è stato un cantante italiano.
Pugliese di nascita ma milanese d'adozione, Domenico Mattia iniziò facendo l'animatore e, dopo aver inciso il singolo Ma...perché io non becco nel 1980, venne selezionato per partecipare al Festival di Sanremo del 1981 con la canzone Tulìlemble, poi pubblicata abbinata a Effetto notte, come lato B. Il successo che ne seguì risultò però effimero, nonostante il pezzo fosse molto orecchiabile, e così Mattia abbandonò la carriera canora e divenne un intermediario immobiliare.
Nonostante ciò, nel 1987 uscì con un altro 45 giri contenente la canzone Apriluscion. L'anno seguente tornò di nuovo a incidere per la Carosello, con la quale pubblicò "Gaffe", album piuttosto diverso dalle precedenti sonorità.
Dopo quest'ultima parentesi Mattia tornò definitivamente alla sua attività professionale, che condusse fino agli ultimi anni della sua vita, quando fu colpito da una grave malattia che ne limitò parecchio la mobilità. È scomparso nel 2008 all'età di 50 anni.

## Discografia

### Singoli
- 1980 - Ma... perché io non becco/Una storia rock (Polydor, 2060 226) (7")
- 1981 - Tulìlemble/Effetto notte (Polydor, 2060 239) (7")
- 1987 - Apriluscion/Basilico lo sguardo (Carosello, CI 20539) (7")

### Album
- 1988 - Gaffe (Carosello, CLN 25129) (LP)